# Richard Jansen
Richard Jansen (* 1. Februar 1878 in Elsdorf (Rheinland); † 6. Dezember 1941 in Quelkhorn) war ein deutscher Architekt.

## Biografie
Richard Jansen wurde als Sohn des Portiers Stefan Jansen in Elsdorf geboren. Er heiratete am 5. Mai 1906 in Bremen Francis Marianne Helene Irma Meyer (1882–1932). Mit ihr hatte er zwei Söhne und eine Tochter. Privat wohnte Jansen in Bremen – Horn-Lehe, Leher Heerstraße 4. Nach dem Tod seiner ersten Frau heiratete er 1936 in zweiter Ehe Margarethe Sonnemann.
Jansen erlernte das Maurerhandwerk bei seinem Bruder Joseph, der Architekt und Bauunternehmer in Köln war. 1895–1898 besuchte er die Baugewerkschule Holzminden. Nach Ableistung des Militärdienstes als Einjährig-Freiwilliger und praktischer Tätigkeit als Bauführer und Zeichner in Dortmund und Mannheim trat er 1901 als Mitarbeiter in das Architektenbüro von Friedrich Wellermann und Paul Frölich in Bremen ein. 1905 schloss sich Jansen mit dem Architekten Victor (Franzisco Gilbert) Meeussen zu einer Arbeitsgemeinschaft zusammen, die bis zum 1. Juli 1919 bestand. Das Büro von Jansen & Meeussen befand sich bis 1921 in dem von ihnen entworfenen Geschäftshaus Harms Am Wall 158/160, von 1922 bis 1928 nur noch unter dem Namen Richard Jansen. Vor dem Ersten Weltkrieg entstanden eine Reihe prägnanter Geschäftshäuser nach Entwurf von Jansen & Meeussen, nach der beruflichen Trennung war Jansens größter Erfolg der 2. Preis und die Ausführung des Volkshauses an der Nordstraße (heute Hans-Böckler-Straße) 1926–1928. 1929 zog sein Büro um in das Geschäftshaus Wachtstraße 27–28, für das er gerade einen Erweiterungsbau errichtet hatte. Am 1. Oktober 1938 gab er seinen Beruf krankheitshalber auf und zog nach Quelkhorn.

## Werke

Geschäftshaus Friedrich Haake, Obernstraße 17/19 (zerstört)

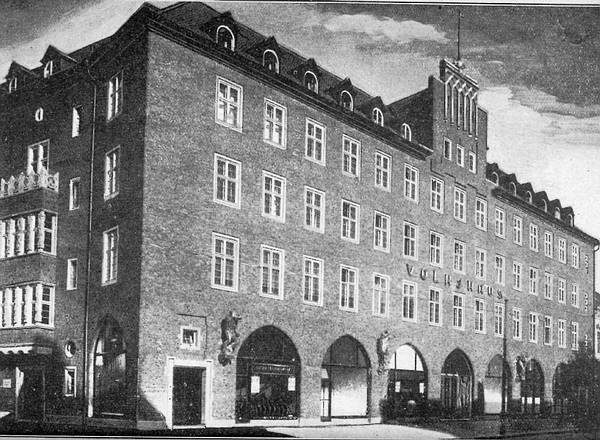
Das Volkshaus in Bremen um 1928

(D) = Erhalten und unter Denkmalschutz

### Bis zum 1. Juli 1919, mit Victor Meeussen
- 1906 Haus Edm. Meyer, Schwachhauser Heerstraße 69
- 1909 (vor): Geschäftshaus Friedrich Haake (Tapeten, Teppich- und Möbelstoffe), Obernstraße 17/19 (zerstört)[1]
- 1909 (vor): Haus Suhren, Osterdeich 70a (abgebrochen)[2]
- 1909 (vor): Familiengrab (Mausoleum) für Familie Fritz Dubbers auf dem Riensberger Friedhof (ehem. AA 395/396/397/398; zwischen 1938 und 1942 abgebrochen)[3]
- 1909: Grabstein in der Ausstellung für Friedhofskunst in Bremen[4]
- 1909–1911: Fruchthof Breitenweg (zerstört)[5][6]
- 1910: Landhaus Lindenweg 1 in Bremen-Oberneuland[7]
- 1910: Reihenhäuser Agonnenstraße 5/7 (ehem. Lothringer Straße)
- um 1910: Villen Kurfürstenallee 3, Ecke Lothringer Straße
- 1911: Geschäftshaus Harms, Am Wall 158–160 (1915–1928 mit Büro der Architekten; im Mai 2015 durch Brandstiftung zerstört)[5][6]
- 1911: Wettbewerbsentwurf (Kennwort „Bremen best“) für die Kaiserbrücke in Bremen (zusammen mit der Maschinenfabrik Augsburg-Nürnberg AG, Werk Gustavsburg, und der Bauunternehmung Philipp Holzmann & Cie., Frankfurt am Main; prämiert mit einem von zwei 3. Preisen)[8]
- 1912–1913: Geschäftshaus Hinrichs & Bollweg, Wachtstraße 27–28, Erweiterung 1928–1929 (ab 1928 Büro des Architekten; zerstört)[6]
- 1914–1915: Reihenhäuser Lothringer Straße 47/49
- 1915: Reihenhäuser Argonnenstraße 9/11 (ehem. Lothringer Straße)
- 1917: Wettbewerbsentwurf für den Neubau der Kunstgewerbeschule in Bremen (prämiert mit dem 2. Preis)[9][10]
- o. J.: Baumwollschuppen für J. H. Bachmann (erhalten?)[6]
- o. J.: Hartmannshof in Rockwinkel (erhalten?)[6]

### Nach der Trennung von Victor Meeussen
- 1914/1918: Krieger-Erholungsheim in Graudenz (erhalten?)[6]
- 1927 (vor): Einfamilienhaus M. (erhalten?)[11]
- 1927: Haus Rempel, Alteneichen 28, Bremen Horn-Lehe
- 1926–1928: Volkshaus an der Nordstraße (D)[6]
- 1933–34: Polizeiwache 13, Schwachhauser Heerstraße 199 (Abbruch 1989 für eine Zweigstelle der Deutschen Bank)[6]